# Höccət Haqverdi
Höccət Haqverdi (pers. حجت حق وردی; ur. 18 lipca 1996 w Meszhedzie) – azerski piłkarz pochodzenia irańskiego grający na pozycji środkowego obrońcy. Od 2021 jest zawodnikiem klubu Sumqayıt FK.

## Kariera klubowa
Swoją karierę piłkarską Haqverdi rozpoczynał w 2006 roku juniorach klubu Aali-va-Herfei Babak Meszhed. W 2013 roku został zawodnikiem klubu Abu Moslem Meszhed i w sezonie 2013/2014 zadebiutował w jego barwach w rozgrywkach drugiej ligi irańskiej. Po sezonie 2013/2014 odszedł do pierwszoligowego Zobu Ahan Isfahan. 12 września 2014 zaliczył w nim debiut w zwycięskim 1:0 domowym meczu z Pajkanem Teheran. W sezonach 2014/2015 i 2015/2016 zdobył z Zobem Ahan dwa Puchary Iranu, a następnie Superpuchar Iranu w sezonie 2016/2017. W Zobie Ahan grał do końca sezonu 2016/2017.
Latem 2017 Haqverdi przeszedł do Pajkanu Teheran. Swój debiut w nim zaliczył 4 sierpnia 2017 w przegranym 2:3 wyjazdowym spotkaniu z Parsem Jonoubi Jam. Zawodnikiem Pajkanu był do końca 2020 roku.
Na początku 2021 roku Haqverdi został piłkarzem azerskiego Sumqayıt FK. Zadebiutował w nim 22 stycznia 2021 w wygranym 1:0 wyjazdowym meczu z Keşlə Baku.
| Sezon   | Klub               | Kraj        | Rozgrywki       | Mecze | Gole |
| ------- | ------------------ | ----------- | --------------- | ----- | ---- |
| 2013/14 | Abu Moslem Meszhed | Iran        | Azadegan League | 4     | 0    |
| 2014/15 | Zob Ahan Isfahan   | Iran        | Iran Pro League | 5     | 0    |
| 2015/16 | Zob Ahan Isfahan   | Iran        | Iran Pro League | 12    | 0    |
| 2016/17 | Zob Ahan Isfahan   | Iran        | Iran Pro League | 9     | 0    |
| 2017/18 | Pajkan Teheran     | Iran        | Iran Pro League | 28    | 1    |
| 2018/19 | Pajkan Teheran     | Iran        | Iran Pro League | 30    | 0    |
| 2019/20 | Pajkan Teheran     | Iran        | Iran Pro League | 25    | 2    |
| 2020/21 | Pajkan Teheran     | Iran        | Iran Pro League | 7     | 1    |
| 2020/21 | Sumqayıt FK        | Azerbejdżan | Premyer Liqası  | 15    | 0    |

## Kariera reprezentacyjna
W reprezentacji Azerbejdżanu Haqverdi zadebiutował 2 czerwca 2021 w wygranym 2:1 towarzyskim meczu z Białorusią, rozegranym w Mińsku.